# Янибаєво (Зіанчуринський район)
Яниба́єво (рос. Яныбаево, башк. Яңыбай) — присілок у складі Зіанчуринського району Башкортостану, Росія. Адміністративний центр Янибаєвської сільської ради.
Населення — 592 особи (2010; 605 в 2002).
Національний склад:
- башкири — 100%